# 黑茨納赫
黑茨納赫是瑞士的城鎮，位於該國北部，由阿爾高州負責管轄，面積6.28平方公里，海拔高度413米，2012年人口1,351，六成人口信奉羅馬天主教，人口密度每平方公里215人。